# أزمانيت
أزمانيت (بالبلغارية: Азманите)‏ قرية تقع إدارياً ضمن تريافنا في بلغاريا. ويبلغ عدد سكانها 6 نسمة حسب تعداد 15 مارس 2015. تعتمد أزمانيت للبريد على الرمز البريدي 5350.